# El viento que todo empuja
«El viento que todo empuja» es una canción de la banda de Hard rock La Renga.
Es la Pista número 4 del álbum Bailando en una pata, la 10 en Despedazado por mil partes y la 14 en En el ojo del huracán.

## Interpretaciones
Algunas interpretaciones [cita requerida]apuntan a que a pesar de todas las dificultades que se puedan presentar en el mundo, siempre hay algo que nos ayuda a seguir viviendo.
Este algo es ese "viento que todo empuja", la razón que cada uno debe encontrar en su vida para seguir viviendo.
Además, al decir "El águila muerte siempre vuelve y afina su aguda vista; Hoy cualquiera puede morir sin saber cómo fue vivir", quiere decir [cita requerida]que en la vida hay que vivir el día a día ya que la muerte puede venir en cualquier momento.